# Боянская икона Божией Матери
Боянская икона Божией Матери — икона Богородицы, почитаемая чудотворной, в настоящее время находящаяся в храме Рождества Пресвятой Богородицы Боянского монастыря (Украина, Черновицкая область, Новоселицкий район, село Бояны). Празднование —  12 (25) сентября.

## Иконография
Икона написана маслом на доске размером 55x77 см. и относится к типу Одигитрия. Младенец сидит на левой руке Богоматери. Правой рукой Богородица придерживает Его стопу. Богомладенец на изображении облачен в белый хитон и гиматий охристого цвета, правой рукой Он благословляет, левая возлежит на державе. 
Икона украшена серебряным окладом. Оклад изготовлен в 1994 году в художественно-производственном предприятии «Софрино». Сумма на оклад собрана с многочисленных пожертвований.

## История
Икона была написана в 1991 году для иконостаса храма Рождества Пресвятой Богородицы. Иконостас обновлялся после запустения церкви. 
18 декабря 1993 года, накануне дня памяти святого Николая Чудотворца во время богослужения в храме священник отец Михаил заметил, что на лике Богородицы глаза Божией Матери наполнились слезами, обильно стекающими по иконе. Сперва священник подумал, что на иконе просто собрался конденсат, но, приглядевшись, он заметил, что слёзы истекают непосредственно из глаз Богородицы. Факт заметили и присутствовавшие прихожане, которые вместе со священником не знали, как объяснить происходящее; они читали об этом лишь в книгах и никак не ожидали увидеть это собственными глазами.
После завершения службы отец Михаил попросил прихожан соблюдать спокойствие, запер храм и положил ватку в основание иконы, чтобы собрать чудесную влагу. После чего опечатал храм и сообщил по телефону о случившемся правящему архиерею архиепископу Онуфрию (Березовскому). Владыка на следующий же день посетил храм, где убедился в явлении чудотворной иконы. 
Вскоре у иконы произошло первое исцеление ребёнка со злокачественной опухолью мозга IV степени. Его мать, прослышав о чудотворной иконе, привезла в Бояны маленького Георгия в последней надежде, поскольку врачи объявили его неизлечимым. После общей молитвы прихожан и отца Михаила мать снова повезла маленького Георгия к врачам. Врачи констатировали исчезновение опухоли.
Второе чудесное исцеление у иконы произошло в том же 1993 году. Тяжелобольной онкологическим заболеванием польский священник Игорь приехал в Бояны вымолить у Матери Божией терпение и силы в болезни, чтобы достойно перенести неизлечимый недуг и по-христиански принять кончину. Но Господь судил иначе. Отец Игорь исцелился. 
Множество чудес, происходящих от этой иконы, были детально изучены и представлены в Синодальную комиссию. 
4 октября 1994 года на заседании Священного синода Украинской православной церкви под председательством митрополита Киевского и всея Украины Владимира икона признана чудотворной и получила название «Боянская» (в честь места, где явила свои чудеса). 
28 декабря 1999 года при церкви в честь Рождества Богородицы решением Священного синода Украинской православной церкви был основан Боянский женский монастырь.
С 1995 года за день до праздника иконе, 24 сентября, к ней совершается ежегодный крестный ход от города Черновцы в село Бояны, традиционно возглавляемый правящим архиереем.

## Паломничество
К 2003 году у Боянской иконы побывало более 2 миллионов паломников (в том числе из Иерусалима, Греции, Румынии, России, Польши и Турции). Боянская икона периодически вывозится для поклонения в различные храмы Украины. Акафист иконе составлен в 1995 году на румынском языке и в 1997 году на церковнославянском языке.

## Местонахождение
В настоящее время икона находится на своем первоначальном месте, в Боянском монастыре. 